# Jeffreycia
 Jeffreycia  H.Rob., S.C.Keeley & Skvarla, 2014 è un genere di piante angiosperme dicotiledoni della famiglia delle Asteraceae.

## Etimologia
Il nome del genere (Jeffreycia) è stato dato in onore del botanico Jeffrey autore di uno studio sulle Vernonieae dell'Africa tropicale orientale.
Il nome scientifico del genere è stato definito per la prima volta dai botanici Harold Ernest Robinson (1932-2020), Sterling C. Keeley (1948-) e John Jerome Skvarla (1935-2014) nella pubblicazione " PhytoKeys" ( PhytoKeys 39: 59) del 2014 .

## Descrizione
Le specie di questo genere sono delle erbacee di piccole e medie dimensioni formate da arbusti ramificati, spesso rampicanti con fusti legnosi e con midollo compatto. Il portamento è a stretti filari. Spesso sulla superficie di queste piante sono presenti peli semplici (a volte formanti delle zone tomentose).
Le foglie sono disposte in modo alternato. Sono picciolate. La lamina in genere è intera a forma da ovata a ellittica con apici da acuti a poco acuminati (raramente sono ottusi); possono essere presenti delle auricole basali bruscamente delimitate dal picciolo; la consistenza può essere membranacea. Le venature normalmente sono pennate con 4 - 6 venature secondarie per ogni lato. I margini sono crenati o seghettati. La superficie superiore può essere pubescente o poco ispida; quella inferiore varia da scarsamente pelosa a tomentosa; sono presenti delle ghiandole punteggiate. Dimensione delle foglie: larghezza 1,5 - 7,5 cm; lunghezza 2,5 – 11 cm.
L'infiorescenza è formata da numerosi capolini terminali su rami alternati e sottesi da minuscole brattee; i peduncoli sono corti. La struttura dei capolini è quella tipica delle Asteraceae: un peduncolo sorregge un involucro a forma spesso campanulata composto da diverse squame (o brattee) disposte su circa 4 - 5 serie subembricate che fanno da protezione al ricettacolo sul quale s'inseriscono i fiori di tipo tubuloso. Le brattee dell'involucro, persistenti, a volte sono divise in esterne e interne o basali (quest'ultime sono più lunghe con forme lineari-lanceolate). Il ricettacolo, appena convesso, normalmente è sprovvisto di pagliette (ricettacolo nudo).
I fiori, da 5 a 40, sono tetra-ciclici (ossia sono presenti 4 verticilli: calice – corolla – androceo – gineceo) e pentameri (ogni verticillo ha in genere 5 elementi). I fiori sono inoltre ermafroditi e actinomorfi.
- Formula fiorale:

*/x K {\displaystyle \infty }, [C (5), A (5)], G 2 (infero), achenio
- Calice: i sepali del calice sono ridotti ad una coroncina di squame.
- Corolla: la corolla, formata da un imbuto terminante con 5 lobi, può essere pubescente (ma non molto) oppure cosparsa di ghiandole; in altri casi i lobi possono essere sericei o spinosi. Il colore è violaceo. Lunghezza della corolla: 5 – 11 mm.
- Androceo: gli stami sono 5 con filamenti liberi e distinti, mentre le antere sono saldate in un manicotto (o tubo) circondante lo stilo.[9] Le antere sono calcarate (speronate e sagittate) con code strette e sono prive di ghiandole. Il polline è del tipo triporato (con le fessure di germinazione costituite da tre pori) ma anche tricolporato (con tre aperture sia di tipo a fessura che tipo isodiametrica o poro)[10]; con polline triporato la parte più esterna dell'esina è sollevata a forma di creste e depressioni ("lophato").
- Gineceo: lo stilo è filiforme con base priva di nodi oppure con larghi nodi o protuberanze. Gli stigmi dello stilo sono due lunghi e divergenti; sono sottili, pelosi e con apice acuto. L'ovario è infero uniloculare formato da 2 carpelli. Gli stigmi hanno la superficie stigmatica interna (vicino alla base).[11]

I frutti sono degli acheni con pappo. Gli acheni hanno 4 - 5 coste. Sulla superficie degli acheni sono presenti dei tricomi oppure dei tubercoli; all'interno si può trovare del tessuto di tipo idioblasto e rafidi di tipo subquadrato da corti a elongati; non è presente il tessuto fitomelanina. Il pappo è formato da setole disposte su due serie (gli elementi interni sono capillari; quelli esterni sono formati da squame corte e persistenti). Lunghezza degli acheni: 2 – 4 mm. Lunghezza del pappo: 4,5 – 7 mm.

## Biologia
- Impollinazione: l'impollinazione avviene tramite insetti (impollinazione entomogama tramite farfalle diurne e notturne).
- Riproduzione: la fecondazione avviene fondamentalmente tramite l'impollinazione dei fiori (vedi sopra).
- Dispersione: i semi (gli acheni) cadendo a terra sono successivamente dispersi soprattutto da insetti tipo formiche (disseminazione mirmecoria). In questo tipo di piante avviene anche un altro tipo di dispersione: zoocoria. Infatti gli uncini delle brattee dell'involucro si agganciano ai peli degli animali di passaggio disperdendo così anche su lunghe distanze i semi della pianta.

## Distribuzione e habitat
Le specie di questo gruppo si trovano principalmente in Africa orientale e Sri Lanka.

## Tassonomia
La famiglia di appartenenza di questa voce (Asteraceae o Compositae, nomen conservandum) probabilmente originaria del Sud America, è la più numerosa del mondo vegetale, comprende oltre 23.000 specie distribuite su 1.535 generi, oppure 22.750 specie e 1.530 generi secondo altre fonti (una delle checklist più aggiornata elenca fino a 1.679 generi). La famiglia attualmente (2021) è divisa in 16 sottofamiglie.

### Filogenesi
Le specie di questo gruppo appartengono alla sottotribù Erlangeinae descritta all'interno della tribù Vernonieae Cass. della sottofamiglia Vernonioideae Lindl.. Questa classificazione è stata ottenuta ultimamente con le analisi del DNA delle varie specie del gruppo. Da un punto di vista filogenetico in base alle ultime analisi sul DNA la tribù Vernonieae è risultata divisa in due grandi cladi: Muovo Mondo e Vecchio Mondo. I generi di Erlangeinae appartengono al subclade relativo all'Africa tropicale e meridionale (l'altro subclade africano comprende anche specie delle Hawaii) frammisti ai generi di altre sottotribù; si tratta quindi di un clade non ancora ben risolto filogeneticamente.
La sottotribù, e quindi i suoi generi, si distingue per i seguenti caratteri:
- le specie della sottotribù sono principalmente di origine Africana;
- nella pubescenza sono presenti peli da asimmetrici a simmetrici a forma di "T";
- alcune specie hanno delle foglie pennate divise in segmenti;
- le infiorescenze in genere non sono sottese alla base da brattee fogliacee;
- il polline varia da triporato a tricolporato;
- gli acheni possono avere da 4 a 12 coste;
- il pappo è cupoliforme.

In precedenza la tribù Vernonieae, e quindi la sottotribù di questo genere, era descritta all'interno della sottofamiglia Cichorioideae.
I caratteri distintivi per le specie di questo genere sono:
- le foglie in genere si presentano con delle auricole basali;
- i lobi della corolla sono eretti e lanceolati;
- la pubescenza in genere è formata da peli semplici.

### Elenco delle specie
Questo genere ha 5 specie:
- Jeffreycia amaniensis (Muschl.) H.Rob., S.C.Keeley & Skvarla
- Jeffreycia hildebrandtii  (Vatke) H.Rob., S.C.Keeley & Skvarla
- Jeffreycia usambarensis  (O.Hoffm.) H.Rob., S.C.Keeley & Skvarla
- Jeffreycia zanzibarensis  (Less.) H.Rob., S.C.Keeley & Skvarla
- Jeffreycia zeylanica  (L.) H.Rob., S.C.Keeley & Skvarla